# Quan hệ Canada – Việt Nam
Canada và Việt Nam thiết lập quan hệ ngoại giao vào năm 1973. Từ đó đến nay, hai nước duy trì và phát triển hợp tác trên nhiều lĩnh vực như chính trị, thương mại, giáo dục, phát triển quốc tế và giao lưu nhân dân. Quan hệ song phương có nhiều bước tiến tích cực, đặc biệt trong bối cảnh hai nước cùng tham gia các cơ chế hợp tác đa phương.
Cả Canada và Việt Nam đều là thành viên của Diễn đàn Hợp tác Kinh tế châu Á – Thái Bình Dương (APEC), Tổ chức Quốc tế Pháp ngữ (OIF) và Liên Hợp Quốc (UN).

## Lịch sử
Canada và Việt Nam có chung điểm tương đồng trong lịch sử khi từng là một phần của đế chế thuộc địa Pháp. Trong Chiến tranh Việt Nam, Canada giữ lập trường trung lập, mặc dù đôi bên vẫn có những hỗ trợ lẫn nhau ở một số thời điểm. Đáng chú ý, Canada là thành viên của Ủy ban Quốc tế về Giám sát và Kiểm soát (ICC) giám sát việc thực thi Hiệp định Genève, đồng thời cử lực lượng gìn giữ hòa bình đến Việt Nam. Sau sự kiện Sài Gòn sụp đổ, từ năm 1979 đến 1980, Canada đã tiếp nhận khoảng 60.000 người tị nạn Việt Nam.
Năm 1973, hai nước chính thức thiết lập quan hệ ngoại giao. Đến tháng 9 năm 1976, Việt Nam mở đại sứ quán tại Ottawa, tuy nhiên cơ quan này tạm ngừng hoạt động vào năm 1981 và được mở lại vào năm 1990. Năm 1994, Canada thiết lập đại sứ quán thường trú tại Hà Nội.
Tháng 11 năm 1994, Thủ tướng Canada Jean Chrétien có chuyến thăm chính thức Việt Nam – trở thành người đứng đầu chính phủ Canada đầu tiên đến thăm quốc gia Đông Nam Á này. Đến tháng 6 năm 2005, Thủ tướng Phan Văn Khải trở thành lãnh đạo cấp cao đầu tiên của Việt Nam đến thăm Canada. Kể từ đó, nhiều chuyến thăm cấp cao giữa lãnh đạo và bộ trưởng ngoại giao hai nước đã được thực hiện. Gần đây, Thủ tướng Canada Justin Trudeau tham dự Hội nghị Cấp cao APEC lần thứ 29 tổ chức tại Hà Nội vào tháng 11 năm 2017. Tháng 6 năm 2018, Thủ tướng Nguyễn Xuân Phúc tham dự Hội nghị Thượng đỉnh G7 lần thứ 44 tại La Malbaie, Canada.
Năm 2018, hai nước kỷ niệm 45 năm thiết lập quan hệ ngoại giao.

## Các chuyến thăm cấp cao
| Từ phía Canada - Thủ tướng Jean Chrétien (1994, 1997) - Bộ trưởng Bộ Ngoại giao André Ouellet (1995) - Bộ trưởng Bộ Ngoại giao John Manley (2001) - Thủ tướng Stephen Harper (2006) - Bộ trưởng Bộ Ngoại giao Lawrence Cannon (2010) - Toàn quyền David Johnston (2011) - Bộ trưởng Bộ Ngoại giao John Baird (2013) - Bộ trưởng Bộ Ngoại giao Stéphane Dion (2016) - Thủ tướng Justin Trudeau (2017) | Từ phía Việt Nam - Phó Thủ tướng Phan Văn Khải (1994) - Bộ trưởng Bộ Ngoại giao Nguyễn Mạnh Cầm (1998) - Thủ tướng Phan Văn Khải (2005) - Phó Thủ tướng Trương Vĩnh Trọng (2007) - Phó Chủ tịch nước Nguyễn Thị Doan (2008) - Bộ trưởng Bộ Ngoại giao Phạm Gia Khiêm (2009) - Thủ tướng Nguyễn Tấn Dũng (2010) - Bộ trưởng Bộ Ngoại giao Phạm Bình Minh (2014) - Thủ tướng Nguyễn Xuân Phúc (2018) |

## Các hiệp định song phương
Hai nước đã ký kết nhiều hiệp định quan trọng, bao gồm:
- Hiệp định Hợp tác Kinh tế và Công nghệ giữa Việt Nam và Québec (1992)
- Hiệp định Hợp tác Phát triển (1994)
- Hiệp định Thương mại và Mậu dịch (1995)
- Hiệp định Tránh đánh thuế hai lần và Ngăn ngừa trốn lậu thuế đối với Thu nhập (1997)
- Bản Ghi nhớ về Dịch vụ và Phát triển Hạ tầng (2000)
- Bản Ghi nhớ về Dự án Chính sách Viện trợ (2001)
- Hiệp định Vận tải Hàng không (2004)
- Hiệp định Hợp tác về nuôi con nuôi (2005)

## Thương mại
Năm 2018, Canada và Việt Nam cùng ký kết Hiệp định Đối tác Toàn diện và Tiến bộ xuyên Thái Bình Dương (CPTPP) với các quốc gia ven Thái Bình Dương. Trong cùng năm, kim ngạch thương mại hai chiều giữa hai nước đạt 6,4 tỷ USD. Từ năm 2015, Việt Nam trở thành đối tác thương mại lớn nhất của Canada tại khu vực ASEAN. Các lĩnh vực mà Canada ưu tiên đầu tư và hợp tác tại Việt Nam bao gồm: nông nghiệp và thực phẩm, giáo dục, công nghệ thông tin và truyền thông, công nghệ sạch, hạ tầng và hàng không vũ trụ.

## Cơ quan đại diện ngoại giao
- Canada hiện có đại sứ quán tại Hà Nội và tổng lãnh sự quán tại Thành phố Hồ Chí Minh.[5]
- Việt Nam có đại sứ quán tại Ottawa và tổng lãnh sự quán tại Vancouver.[6]